# Phygadeuon clotho
Phygadeuon clotho là một loài tò vò trong họ Ichneumonidae.